# Marian Thede
Marian Thede (* 20. September 1966 in Brașov) ist ein rumänischer Basketballtrainer.

## Werdegang
Thede spielte bis 1990 Basketball in Rumänien, unter anderem für den Erstligisten Rapid Bukarest. 1990 ging er nach Deutschland, war in den folgenden Jahren Jugendtrainer bei der DJK Aschaffenburg und betreute die Herrenmannschaft der SG Weiskirchen. In Aschaffenburg war er von 1995 bis 1997 auch Trainer der Bundesliga-Damen, führte diese 1996 und 1997 jeweils zum zweiten Platz in der deutschen Meisterschaft und trat mit ihnen auch in der Euroleague an.
Er arbeitete 1998 als Trainer für die ChemCats Chemnitz, in Stuttgart war er als Trainer der Sportvereinigung Feuerbach tätig, im Jahr 2004 übernahm er im Laufe des Spieljahres 2003/04 als Trainer die Mannschaft des Zweitligisten TSV Crailsheim. 2005 trat er das Traineramt beim Damen-Bundesligisten BSG Ludwigsburg an und betreute die BSG in der Saison 2005/06.
Thede, der seit Mitte der 1990er Jahre neben seinen Vereinstätigkeiten auch regelmäßig als Trainer bei Jugendcamps arbeitet, wechselte 2005 zur TSG Schwäbisch Hall, war dort fünf Jahre im Herren- und Jugendbereich tätig, die Herrenmannschaft führte er in die Regionalliga. In der Saison 2012/13 war Thede in Niedersachsen Trainer des Oberligisten TuS Ebstorf, zur Saison 2013/14 wechselte er zur BG Illertal. 2015/16 war er Trainer des SV Fellbach, der unter seiner Leitung Meister der 2. Regionalliga wurde.
In der ersten Hälfte der Saison 2016/17 betreute er den Regionalligisten SV Möhringen, im Laufe des Spieljahres kam es zur Trennung. Thede, der beim Basketballverband Baden-Württemberg Bezirkstrainer war, arbeitete dann im Jugendbereich für den Verein SZ Kornwestheim.
Von 2018 bis 2020 war Thede Trainer des TV Zuffenhausen, in der Sommerpause 2020 trat er das Traineramt beim Regionalligisten KKK Haiterbach an, Mitte November 2021 kam es zur Trennung.